# 港区立赤羽小学校
港区立赤羽小学校（みなとくりつ あかばねしょうがっこう）は、東京都港区三田一丁目にある公立小学校。

## 概要
港区立赤羽小学校は、設立が1926年（大正15年）と、港区内に於いて歴史がある公立小学校である。交通の便が極めて良く、北側には都営大江戸線と首都高速都心環状線が走り、西側を東京メトロ南北線と首都高速2号目黒線が、南と東側には都営三田線が走っている。周囲には教育施設が多く、南方向には慶應義塾大学、慶應義塾女子高等学校、慶應義塾中等部が、南側隣接地には東京都立三田高等学校がある。また、北東方向には増上寺と芝公園の広い緑地がある。

## 沿革
- 1926年（大正15年）5月19日 - 東京市赤羽尋常小学校として設立された。
- 1934年（昭和9年） - 映画学習公開授業を行う。
- 1941年（昭和16年） - 赤羽国民学校と改称する。
- 1944年（昭和19年） - 栃木県那須郡塩原に集団疎開を行う。
- 1945年（昭和20年） - 終戦のため疎開地より引き上げる。
- 1947年（昭和22年） - 港区立赤羽小学校と改称する。
- 1949年（昭和24年） - 視聴覚教育研究会、社会科研究会を開催する。
- 1956年（昭和31年） - 東京都放送教育研究会を開催する。
- 1957年（昭和32年） - 図書館教育研究発表会を開催する。
- 1960年（昭和35年） - 視聴覚教育研究発表会を開催する。
- 1971年（昭和46年） - 指導法の改善研究発表会を開催する。
- 1975年（昭和50年） - 新校舎が落成した。
- 1976年（昭和51年） - 港区研究協力校として、理科研究発表会を開催する。
- 1977年（昭和52年） - 安全教育努力校として表彰を受ける。
- 1980年（昭和55年） - 港区研究奨励校発表会を開催する。
- 1983年（昭和58年） - 港区研究奨励校発表会を開催する。
- 1992年（平成4年） - 港区研究協力校発表会を開催する。
- 2001年（平成13年） - 東京都算数教育研究発表会を開催する。港区研究奨励校発表会を開催する。
- 2006年（平成18年） - 港区小学校教育研究会研究発表会を開催する。
- 2008年（平成20年） - 港区研究奨励校発表会を開催する。
- 2014年（平成26年） - 港区研究奨励校発表会を開催する[1]

## 教育方針
教育目標
「やさしい子」「かんがえる子」「げんきな子」
小学校の児童数と教員数
| 年度     | 児童総数 | 1年生 | 2年生 | 3年生 | 4年生 | 5年生 | 6年生 | 教員数 | 職員数 |
| -------- | -------- | ----- | ----- | ----- | ----- | ----- | ----- | ------ | ------ |
| 平成23年 | 369人    | 40人  | 60人  | 71人  | 55人  | 71人  | 72人  | 21人   | 8人    |
| 平成24年 | 362人    | 58人  | 43人  | 59人  | 70人  | 58人  | 74人  | 21人   | 8人    |
| 平成25年 | 321人    | 43人  | 55人  | 42人  | 56人  | 65人  | 60人  | 21人   | 6人    |
| 平成26年 | 322人    | 51人  | 46人  | 55人  | 45人  | 56人  | 69人  | 20人   | 6人    |
| 平成27年 | 303人    | 49人  | 49人  | 47人  | 56人  | 44人  | 58人  | 21人   | 5人    |
| 平成28年 | 333人    | 90人  | 48人  | 49人  | 48人  | 55人  | 43人  | 22人   | 5人    |
| 平成29年 | 369人    | 80人  | 89人  | 48人  | 50人  | 48人  | 54人  | 22人   | 5人    |
| 平成30年 | 395人    | 73人  | 79人  | 93人  | 52人  | 51人  | 47人  | 23人   | 5人    |
| 令和元年 | 445人    | 99人  | 72人  | 76人  | 95人  | 52人  | 51人  | 24人   | 6人    |
| 令和2年  | 491人    | 105人 | 97人  | 73人  | 73人  | 93人  | 50人  | 26人   | 6人    |
| 令和3年  | 537人    | 99人  | 101人 | 99人  | 76人  | 71人  | 91人  | 26人   | 6人    |
| 令和4年  | 538人    | 105人 | 97人  | 95人  | 98人  | 74人  | 69人  | 26人   | 5人    |
| 令和5年  | 598人    | 139人 | 103人 | 94人  | 96人  | 90人  | 76人  | 30人   | 5人    |

## 通学区域
住所別通学区域（平成27年4月1日から適用）
| 芝三丁目          | 三田一丁目、二丁目 |
| ----------------- | ------------------ |
| 1 - 3番、7 - 43番 | 全域               |

進学先中学校（平成27年4月1日から適用）
| 小学校学校名     | 中学校学校名     |
| ---------------- | ---------------- |
| 港区立赤羽小学校 | 港区立三田中学校 |

## 幼稚園
赤羽小学校には、港区立赤羽幼稚園が併設されている。

## 交通
鉄道
- JR山手線 - 田町駅より徒歩15分、浜松町駅より徒歩15分。
- 都営浅草線 - 三田駅より徒歩15分。都営三田線 - 三田駅より徒歩15分。都営大江戸線 - 赤羽橋駅より徒歩6分。

路線バス
- 都営バス - 赤羽橋、二の橋より徒歩。

## 著名な出身者
- 前田正二（元アナウンサー）
- 坂俊介（RSK山陽放送アナウンサー）[5]